# Glucuronosyltransférase
Une glucuronosyltransférase est une glycosyltransférase détoxifiante qui catalyse la réaction :
UDP-glucuronate + accepteur  {\displaystyle \rightleftharpoons }  UDP + accepteur-β-D-glucuronide.
Ces enzymes se trouvent dans le foie où elles interviennent principalement dans la transformation de la bilirubine non conjuguée (ou libre) en bilirubine conjuguée. Il s'agit d'un ensemble d'enzymes qui acceptent une large gamme de substrats tels que des phénols, des alcools, des amines et des acides gras.
Les félins du genre félis comme le chat sont connus pour ne pas produire cette enzyme . C'est la raison pour laquelle ils sont sensibles au paracétamol et aux insecticides Pyréthrinoïdes.

## Synonymes
- Glucuronyltransférase
- Uridine 5'-diphospho-glucuronyltransférase
- UDP-glucuronyltransférase
- UDP-GT
- UGT

## Pathologie
Les déficits en glucuronosyltransférases sont responsables de troubles qui varient selon leur importance. Le déficit partiel en un type de glucuronosyltransférase, l'UGT1A1, conduit à la maladie de Gilbert et un déficit total à la maladie de Crigler-Najjar. Le rat Gunn est un rat mutant qui possède un manque de glucuronosyltransférase, de tels rats sont donc ictériques dès la naissance en raison des taux élevés de bilirubine libre et développent à terme des lésions cérébrales généralisées.